# Klik-klak

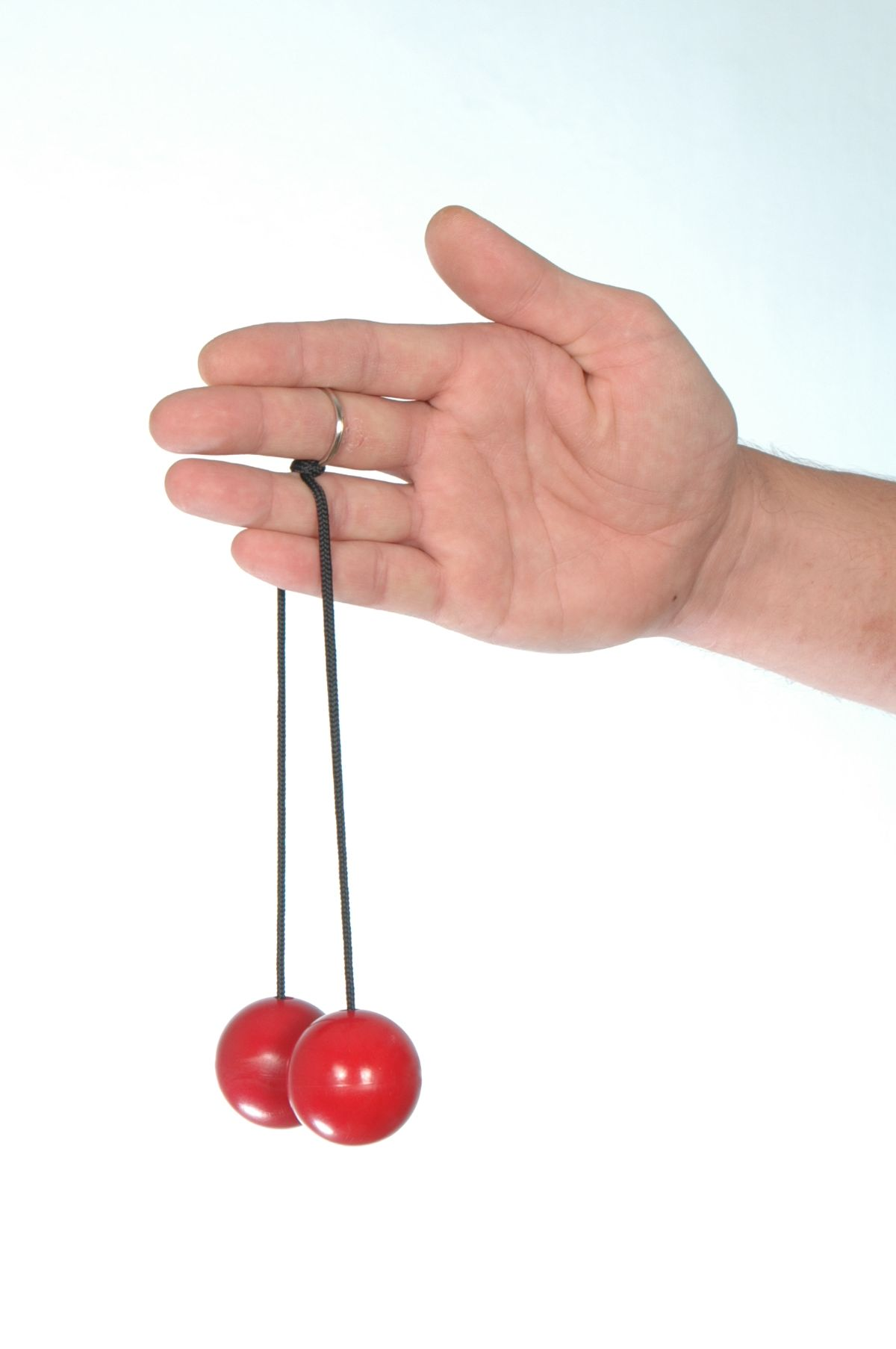

Klik-klak (riki-tiki)  – zabawka składająca się z dwóch kulek (drewnianych, metalowych lub plastikowych) połączonych sznurkiem. Środek sznurka umieszcza się pomiędzy środkowym a wskazującym palcem. Następnie wykonuje się energiczne ruchy ręką w górę i w dół tak, aby kulki zderzały się na przemian nad i pod dłonią zataczając przy tym półokręgi. Podczas zderzeń kulki wydają charakterystyczny podobny do klekotu dźwięk. Od tego dźwięku zabawka wzięła swoją nazwę.